# Gouvernement Moro I
République italienne
Leone I Moro II
Le gouvernement Moro I (en italien : Governo Moro I) est le 19e gouvernement de la République italienne entre le 5 décembre 1963 et le 26 juin 1964, sous la IVe législature du Parlement. Il est dirigé par le président du Conseil Aldo Moro.
Ce cabinet, le deuxième de la IVe législature, est le premier issu du « centre gauche organique », une alliance de la Démocratie chrétienne et des partis de centre gauche voulue par Aldo Moro, qui « construit en tant que chef du gouvernement la première alliance de centre-gauche avec le PSI ».
Si le gouvernement chute au bout de six mois sur un désaccord concernant l'école privée, Moro est aussitôt reconduit au pouvoir et maintient sa majorité.

## Contexte
Cet épisode referme la parenthèse de ce que les économistes appellent le « miracle économique italien » période allant de 1951 à 1963, pendant laquelle le PIB de la péninsule progresse en moyenne de plus de 5,9% par an. Les Britanniques ont dès la fin des années 1950 parlé de « miracle économique italien », entre 1963 et 1965, la productivité horaire croît de 19 %, et en dix ans, le PIB italien double puis devient l’un des tout premiers du monde.
Par ailleurs, depuis quelques années, les États-Unis ont modifié leur opinion sur l'Italie, le pays européen qui abrite de grandes bases militaires américaines à Naples, en Sardaigne et à Aviano : ils « finissent par accepter, sous John F. Kennedy, l’idée d’une ouverture à la gauche non communiste » alors qu'ils étaient jusque là « hostiles à l’entrée des socialistes au sein du gouvernement italien » et qu'ils espèrent les « détacher du Parti communiste pour isoler ce dernier ».

## Historique du mandat
Dirigé par le nouveau président du Conseil des ministres démocrate chrétien Aldo Moro, anciennement ministre de l'Instruction publique, ce gouvernement est constitué et soutenu par une coalition de centre gauche, appelée « centre gauche organique », entre la Démocratie chrétienne (DC), le Parti socialiste italien (PSI), le Parti social-démocrate italien (PSDI) et le Parti républicain italien (PRI). Ensemble, ils disposent de 385 députés sur 630, soit 61,1 % des sièges de la Chambre des députés, et 191 sénateurs sur 315, soit 60,6 % des sièges du Sénat de la République.
Il est formé à la suite de la démission du démocrate chrétien Giovanni Leone, au pouvoir depuis juin 1963.
Il succède donc au premier gouvernement de Leone, un gouvernement minoritaire constitué de la seule DC, simplement toléré par le PSI, le PSDI et le PRI.

### Formation
Le 5 novembre 1963, Leone remet sa démission après que les quatre partis se sont mis d'accord pour entamer des discussions en vue de constituer une majorité parlementaire. Le président de la République Antonio Segni confie six jours plus tard à Aldo Moro, secrétaire de la Démocratie chrétienne, la mission de constituer un nouveau cabinet. Il parvient le 23 novembre à sceller un accord avec les socialistes, les sociaux-démocrates et les républicains. La liste des 25 ministres — dont un vice-président du Conseil — est présentée deux semaines après et l'équipe ministérielle est aussitôt assermentée par le chef de l'État le jour même.
Se soumettant au vote de confiance à la Chambre des députés le 17 décembre, le nouveau gouvernement l'emporte par 350 voix pour, 233 voix contre et 4 abstentions. Au Sénat le 21 décembre, l'investiture est accordée par 175 suffrages favorables et 111 défavorables.
L'opposition est constituée du Parti communiste italien (PCI), du Parti libéral italien (PLI) et du Mouvement social italien (MSI), ainsi que d'un courant du PSI qui fondera quelques semaines plus tard le Parti socialiste italien d'unité prolétarienne (PSIUP).
La tension au sein de la coalition gouvernementale, et de la Démocratie chrétienne, s'est aggravée après un rapport du gouverneur de la Banque d'Italie Guido Carli et une lettre du ministre du Trésor, le démocrate chrétien Emilio Colombo préconisant tous deux des mesures urgentes d'austérité économique.
Le gouvernement d'Aldo Moro se retrouve contraint d'accepter les concours financiers des Etats-Unis et du FMI.

### Succession
L'exécutif se démet le 26 juin 1964, après que la majorité n'est pas parvenue à s'accorder sur des mesures financières concernant l'école privée. Rapidement, le président Segni demande à Moro de se maintenir au pouvoir et en un mois, il constitue son deuxième gouvernement.

## Composition
- Les nouveaux ministres sont indiqués en gras, ceux ayant changé d'attributions en italique.

| Poste                                                                                          | Titulaire | Titulaire                 | Parti |
| ---------------------------------------------------------------------------------------------- | --------- | ------------------------- | ----- |
| Président du Conseil des ministres                                                             |           | Aldo Moro                 | DC    |
| Vice-président du Conseil des ministres                                                        |           | Pietro Nenni              | PSI   |
| Secrétaire d'État à la présidence du Conseil des ministres Secrétaire du Conseil des ministres |           | Angelo Salizzoni          | DC    |
| Ministres sans portefeuille                                                                    |           |                           |       |
| Président du comité ministériel pour le Mezzogiorno et les Zones en crise                      |           | Giulio Pastore            | DC    |
| Ministre pour les Relations entre le gouvernement et le Parlement                              |           | Umberto Delle Fave        | DC    |
| Ministre pour la Recherche scientifique                                                        |           | Carlo Arnaudi             | PSI   |
| Ministre pour la Réforme de l'administration publique                                          |           | Luigi Preti               | PSDI  |
| Ministre sans portefeuille                                                                     |           | Attilio Piccioni          | DC    |
| Ministres                                                                                      |           |                           |       |
| Ministre des Affaires étrangères                                                               |           | Giuseppe Saragat          | PSDI  |
| Ministre de l'Intérieur                                                                        |           | Paolo Emilio Taviani      | DC    |
| Ministre des Grâces et de la Justice                                                           |           | Oronzo Reale              | PRI   |
| Ministre du Budget                                                                             |           | Antonio Giolitti          | PSI   |
| Ministre des Finances                                                                          |           | Roberto Tremelloni        | PSDI  |
| Ministre du Trésor                                                                             |           | Emilio Colombo            | DC    |
| Ministre de la Défense                                                                         |           | Giulio Andreotti          | DC    |
| Ministre de l'Instruction publique                                                             |           | Luigi Gui                 | DC    |
| Ministre des Travaux publics                                                                   |           | Giovanni Pieraccini       | PSI   |
| Ministre de l'Agriculture et des Forêts                                                        |           | Mario Ferrari Aggradi     | DC    |
| Ministre des Transports et de l'Aviation civile                                                |           | Angelo Raffaele Jervolino | DC    |
| Ministre des Postes et des Télécommunications                                                  |           | Carlo Russo               | DC    |
| Ministre de l'Industrie, du Commerce et de l'Artisanat                                         |           | Giuseppe Medici           | DC    |
| Ministre de la Santé                                                                           |           | Giacomo Mancini           | PSI   |
| Ministre du Commerce extérieur                                                                 |           | Bernardo Mattarella       | DC    |
| Ministre de la Marine marchande                                                                |           | Giovanni Spagnolli        | DC    |
| Ministre des Participations de l'État                                                          |           | Giorgio Bo                | DC    |
| Ministre du Travail et de la Sécurité sociale                                                  |           | Giacinto Bosco            | DC    |
| Ministre du Tourisme et du Divertissement                                                      |           | Achille Corona            | PSI   |